# Pholcus opilionoides
Espèce
Synonymes
- Aranea opilionoides  Schrank, 1781
- Pholcus grossipalpus Simon, 1866
- Pholcus osellai Brignoli, 1971
- Pholcus donensis Ponomarev, 2005

Pholcus opilionoides est une espèce d'araignées aranéomorphes de la famille des Pholcidae.

## Distribution
Cette espèce se rencontre en Europe et en Égypte.
Elle a été introduite au Canada et aux  États-Unis.

## Description
Les mâles mesurent de 4,0 à 5..0 mm et les femelles de 4,0 à 5,5 mm.

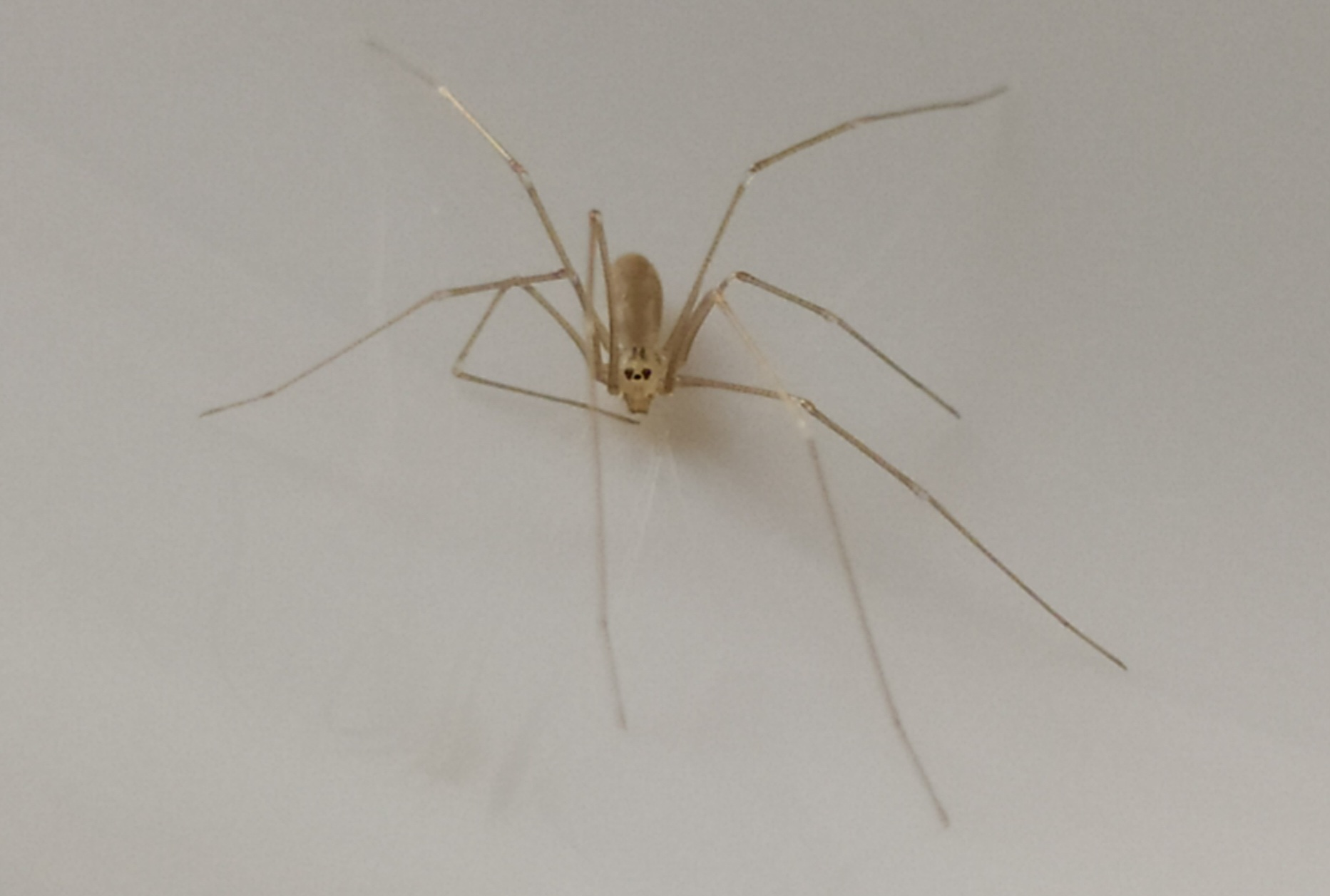
Pholcus opilionoides

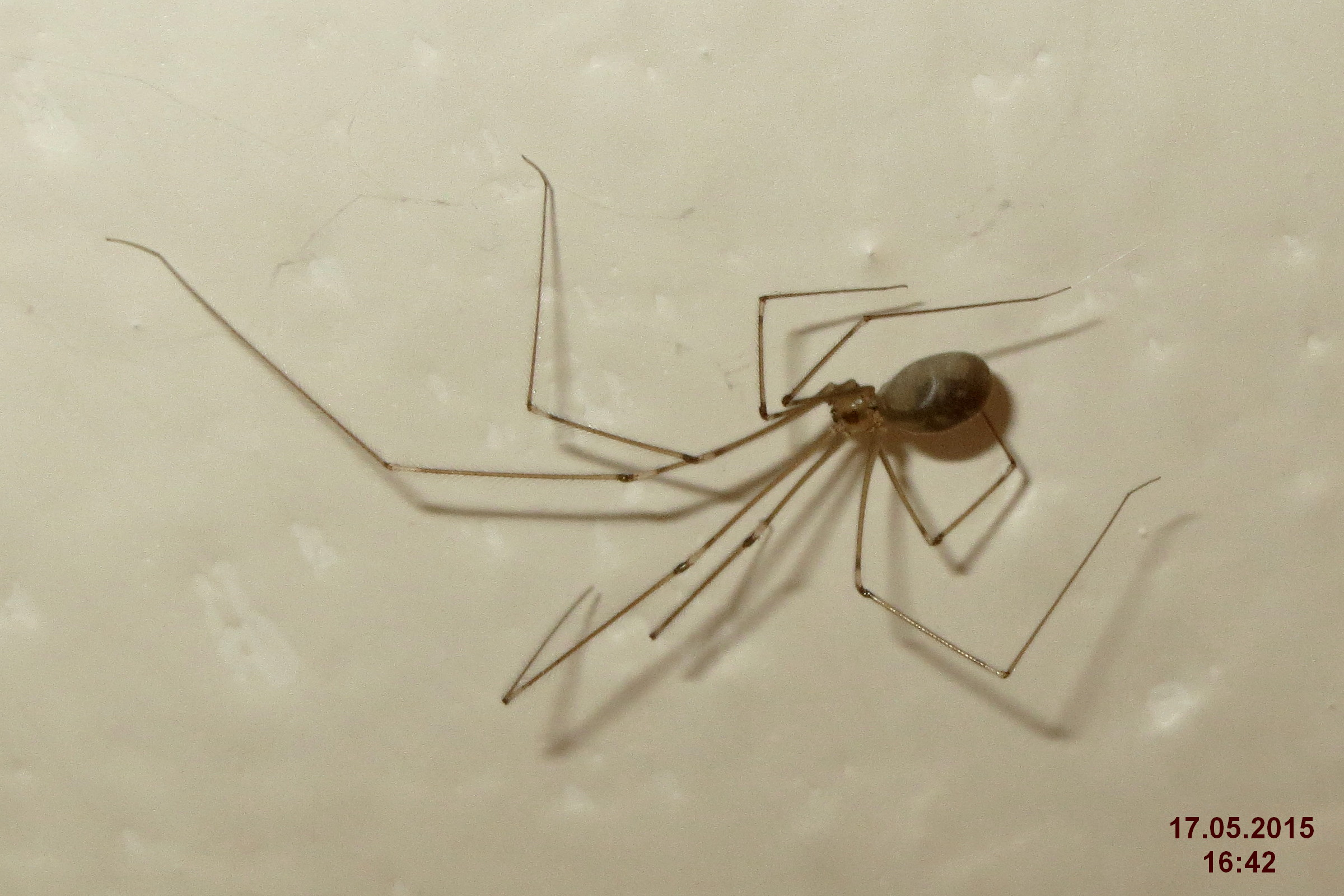
Pholcus opilionoides

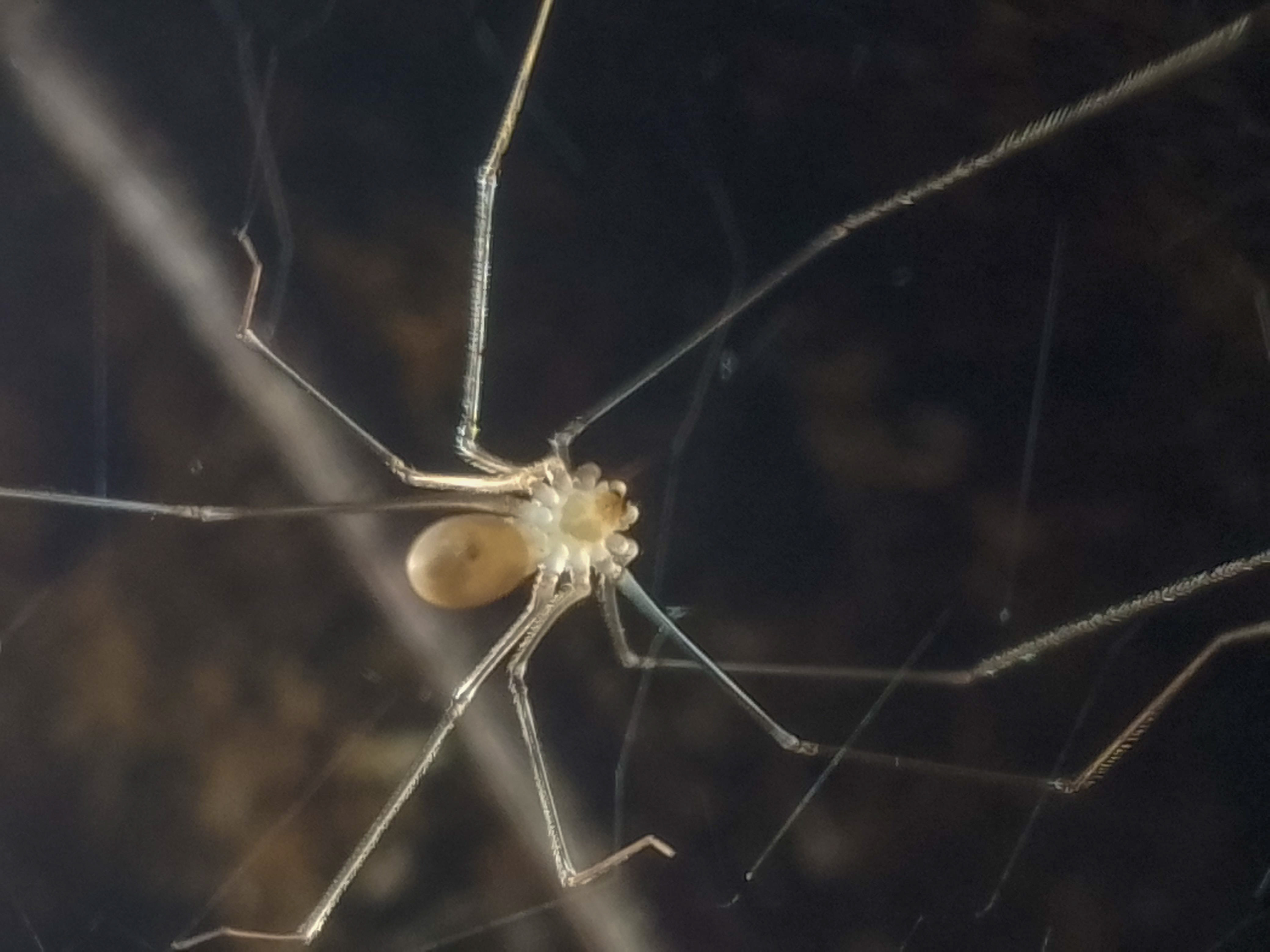
Pholcus opilionoides

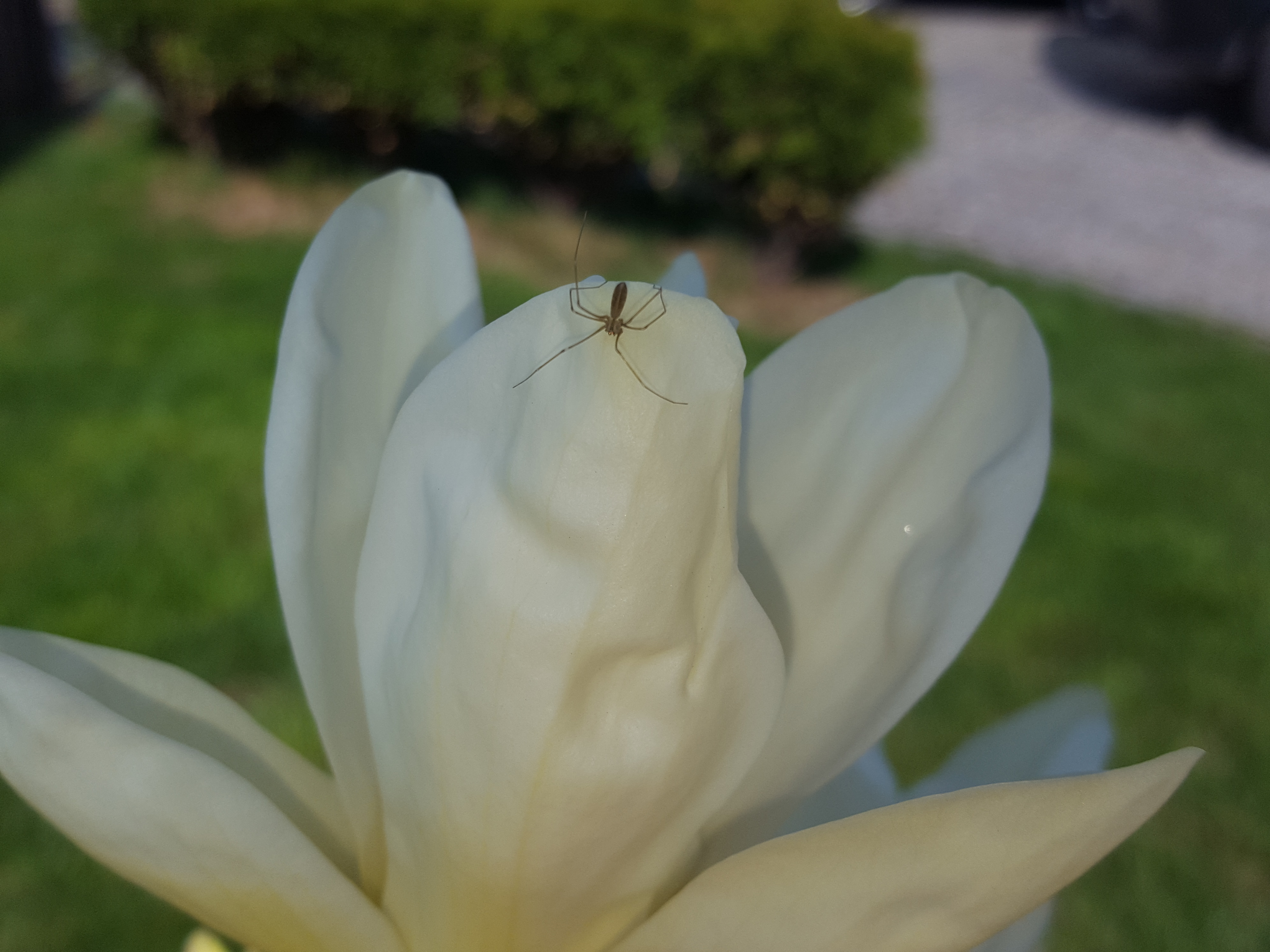
Pholcus opilionoides

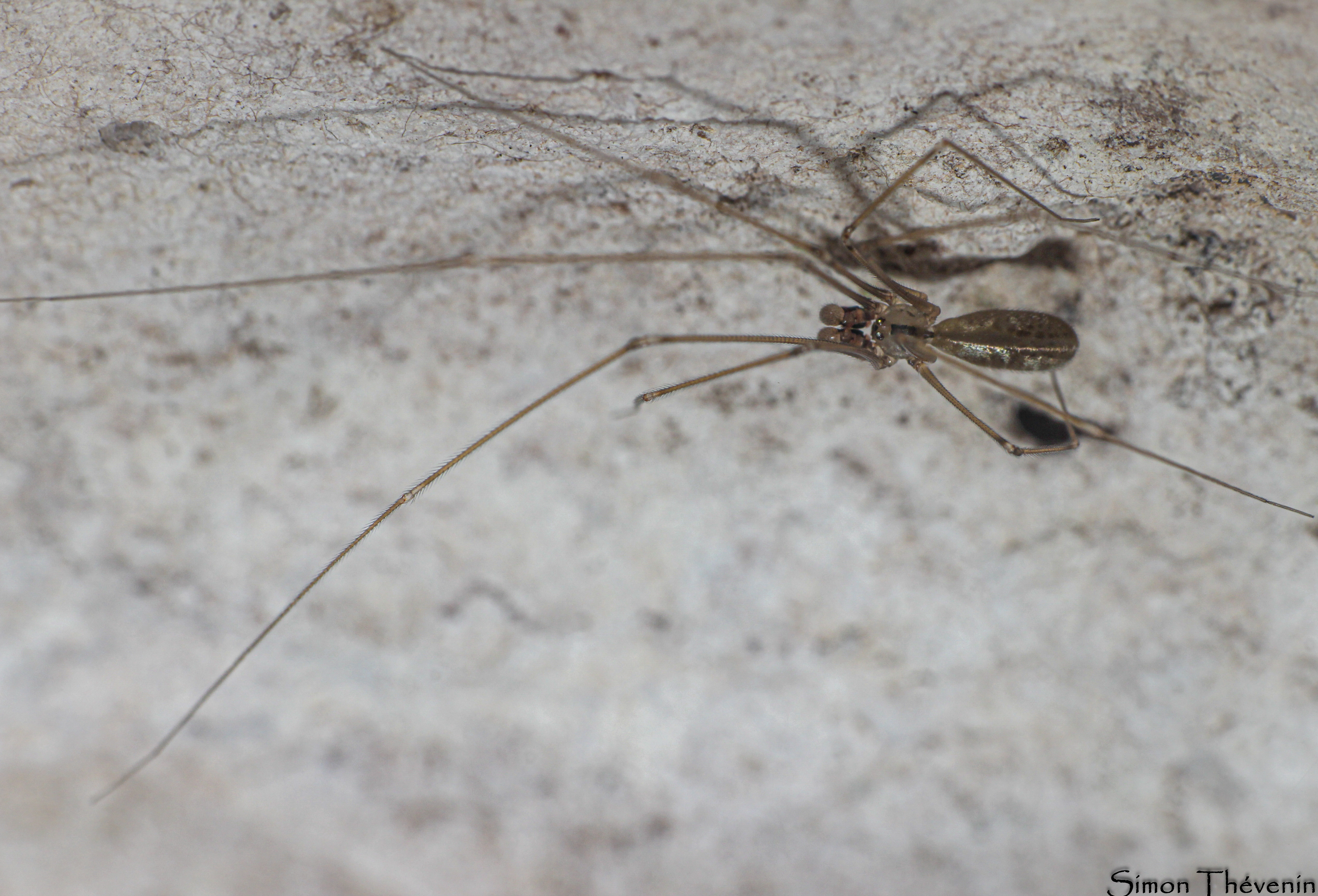
Pholcus opilionoides mâle

Pholcus opilionoides fait partie des 3 grandes espèces de Pholcus.
Sur son céphalothorax il y a 4 petites taches réparties sur un cercle et de deux langues médianes parallèles.

## Systématique et taxinomie
Cette espèce a été décrite sous le protonyme Aranea opilionoides par Schrank en 1781. Elle est placée dans le genre Pholcus par Simon en 1866.
Pholcus grossipalpus a été placée en synonymie par Simon en 1874.
Pholcus osellai a été placée en synonymie par Senglet en 2001.
Pholcus donensis a été placée en synonymie par Huber en 2011.

## Publication originale
- Schrank, 1781). Enumeratio insectorum austriae indigenorum. Vidvam Eberhardi Klett et Franck, Augustae Vindelicorum [= Eberhard Klett und Franck, Augsburg], 552 pp. (Araneae, pp. 526-534).